# Macintosh 128K

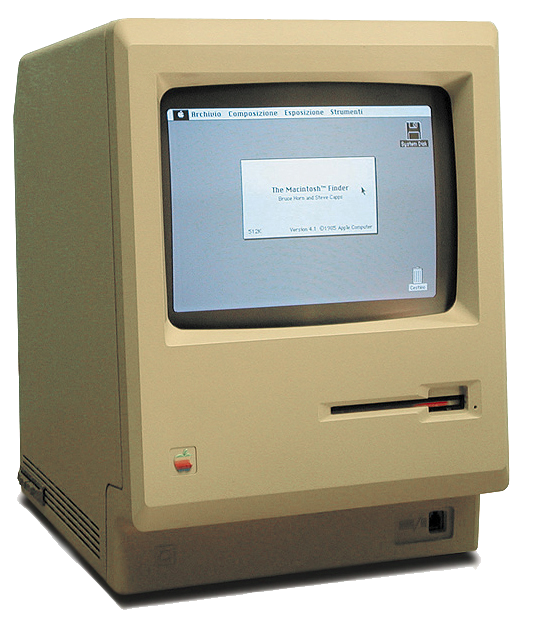
El Macintosh 128K

El Macintosh va ser l'ordinador personal original d'Apple Macintosh. Va sortir al mercat el gener de 1984 per un preu de 2495 dòlars nord-americans, tenia una carcassa color beix i era d'un únic mòdul.
La principal característica d'aquest ordinador d'Apple era una interfície gràfica d'usuari, això és, un conjunt de gràfics, imatges i icones, que representaven la informació de la mateixa manera que ho fan els sistemes operatius actuals.
A més va incorporar l'ús del ratolí per a moure's i interaccionar amb la interfície, cosa que més tard es va generalitzar. Aquests avanços van deixar la interfície de línia d'ordres una mica obsoleta, donada la utilitat i simplicitat que la nova concepció oferia a l'usuari. Amb això Apple es va situar a l'avantguarda de la informàtica d'ús domèstic i es va erigir com un referent per als competidors.
L'anunci on es va presentar per primera vegada va ser en el SuperBowl de l'any 1984. Va ser dirigit per Ridley Scott i va costar 800.000 dòlars nord-americans.
Una ranura en la part superior de la carcassa permetia agafar l'ordinador per al seu transport. Actualment aquest model original de Macintosh es coneix com el Macintosh 128K, un retrònim encunyat per a diferenciar-lo d'altres models.

## Característiques tècniques
- Processador 68000 de Motorola

- ROM: 64KB

- RAM: 128KB

- Disquetera de 3.5" (400kb)

- Ports Serials RS232 i RS422

- Possibilitat d'afegir una segona unitat d'emmagatzematge externa.

- Pantalla monocromàtica de 9"